# Krum Stojanov
Krum Stanimirov Stojanov (in bulgaro Крум Станимиров Стоянов?; Sliven, 1º agosto 1991) è un calciatore bulgaro, difensore dello Svilengrad.

## Carriera
Ha sempre giocato nel campionato bulgaro, alternandosi tra la massima serie e la seconda divisione, fatta eccezione una breve parentesi in Bielorussia con la Dinamo Minsk.